# Magny-en-Bessin
Magny-en-Bessin ist eine französische Gemeinde mit 160 Einwohnern (Stand: 1. Januar 2022) im Département Calvados in der Region Normandie. Sie gehört zum Arrondissement Bayeux und zum Kanton Bayeux. Die Einwohner werden Magnusiens genannt.

## Geografie
Magny-en-Bessin liegt etwa fünf Kilometer südlich der Küste zum Ärmelkanal sowie etwa vier Kilometer nordnordöstlich von Bayeux und etwa 42 Kilometer nordwestlich von Caen. Umgeben wird Magny-en-Bessin von Longues-sur-Mer im Norden und Nordwesten, Manvieux im Norden, Ryes im Osten, Sommervieu im Südosten sowie Saint-Vigor-le-Grand im Süden und Westen.

## Bevölkerungsentwicklung
| Jahr                             | 1962 | 1968 | 1975 | 1982 | 1990 | 1999 | 2006 | 2013 |
| Einwohner                        | 63   | 69   | 63   | 103  | 126  | 109  | 135  | 159  |
| Quelle: Cassini, EHESS und INSEE |      |      |      |      |      |      |      |      |

## Sehenswürdigkeiten
- Kirche Saint-Malo aus dem 13. Jahrhundert
- Schloss Magny-en-Bessin aus dem 17. Jahrhundert, Monument historique seit 1946

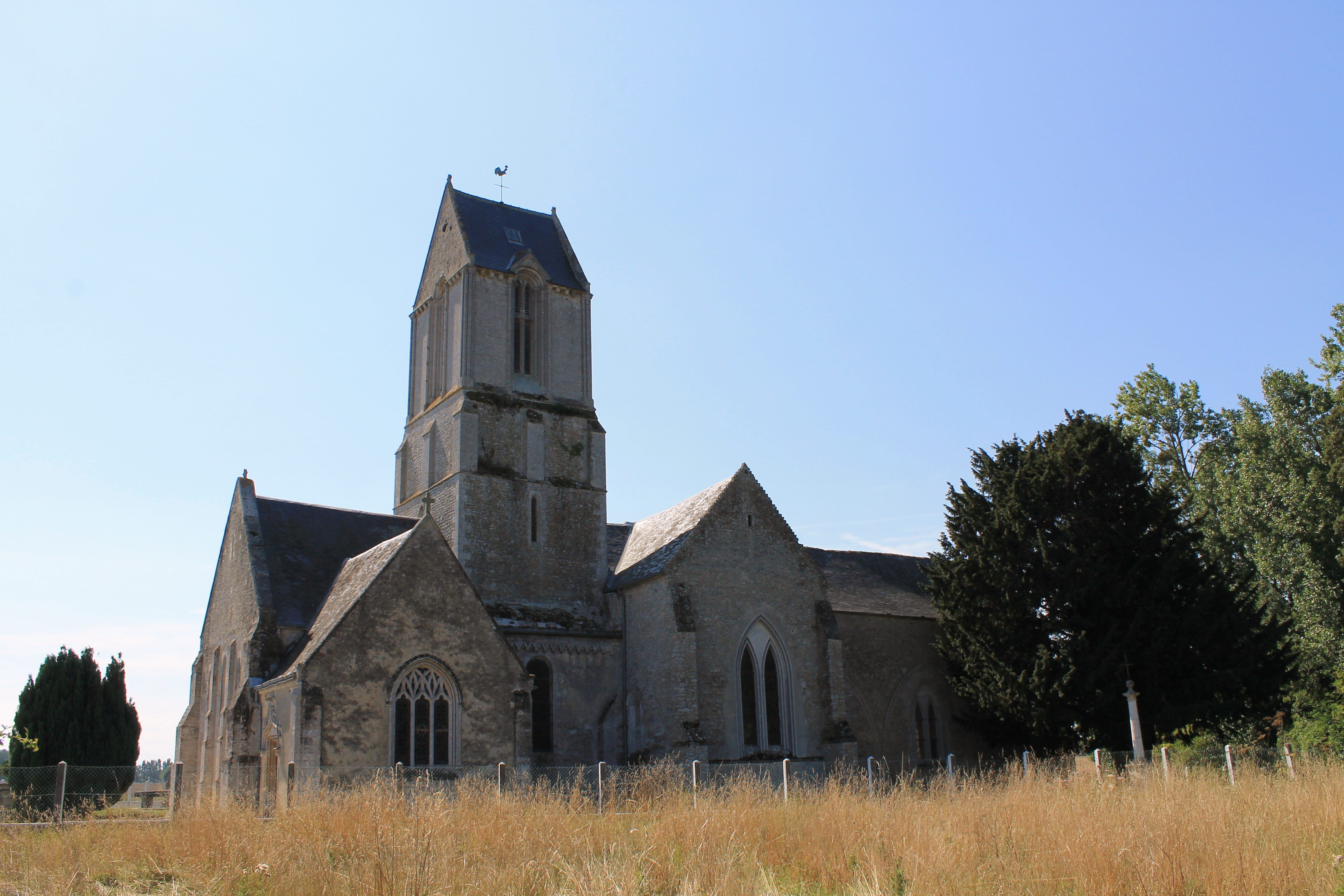
Kirche Saint-Malo
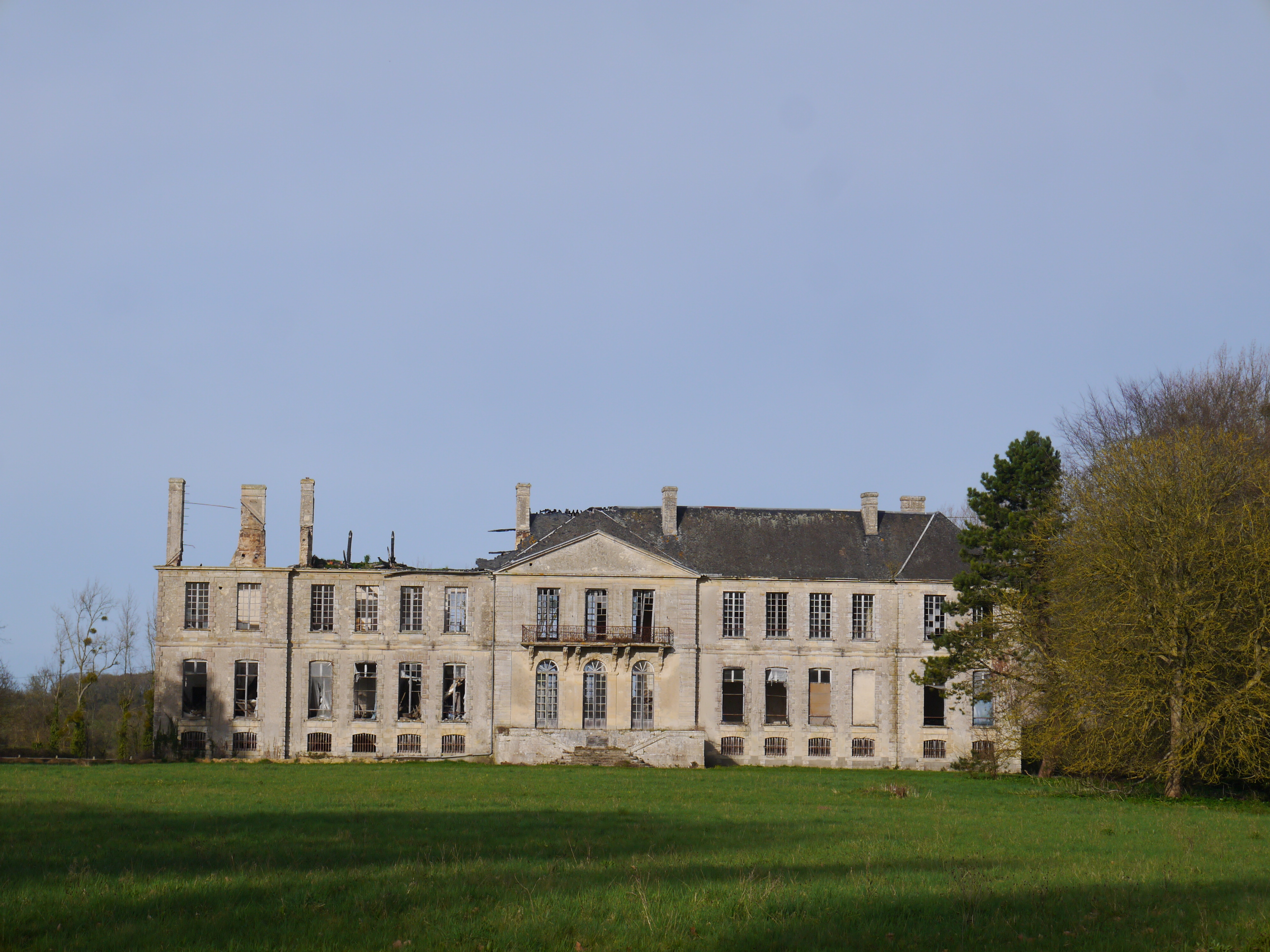
Schloss Magny-en-Bessin